# Donje Punoševce
Donje Punoševce es un pueblo ubicado en el territorio de Vranje, en el distrito de Pčinja, Serbia.

## Superficie
Posee una superficie de 3,684 kilómetros cuadrados.

## Demografía
Hasta 2011 la población era de 7 habitantes, con una densidad de población de 1,90 habitantes por kilómetro cuadrado.